# غراوند زيرو
أرض الصفر أو جراوند زيرو (بالإنجليزية: Ground Zero)‏ هي منطقة في مدينة نيويورك أنشئت بعد مشروع مانهاتن والحرب العالمية الثانية عام 1946، وكان بها مركز التجارة العالمي للنقل هوب وشارع الراديو إلى أن بني بها برجي مركز التجارة العالمي في الستينات. ثم انهار البرجان بعد أحداث 11 سبتمبر 2001.
تعاني جراوند زيرو في عام 2010 من أزمة بناء مسجد المركز الثقافي الإسلامي بنيويورك أو مسجد جراوند زيرو أو مسجد قرطبة الذي يبني قرب موقع هجمات سبتمبر، فمنهم من يوافق على بناء المسجد ونسبتهم 52% ومنهم من يعارض ونسبتهم 49%، ويعتبر البعض هذه منطقة أرض مقدسة[بحاجة لمصدر].
معارضي بناء المسجد:
- تيري جونز (قس كنيسة دوف وورلد أوتريش، وصاحب الذي كاد أن يحرق القرآن)
- خيرت فيلدرز (سياسي هولندي ملحد)